# Velarifictorus minoculus
Velarifictorus minoculus är en insektsart som beskrevs av Sigfrid Ingrisch 1998. Velarifictorus minoculus ingår i släktet Velarifictorus och familjen syrsor. Inga underarter finns listade i Catalogue of Life.